# Yazid ibn Màzyad aix-Xaybaní
Yazid ibn Màzyad aix-Xaybaní (àrab: يزيد بن مزيد الشيباني, Yazīd ibn Mazyad ax-Xaybānī) fou ostikan d'Armènia vers el 787-788. Yazid va establir a Armènia els Rabia, que durant almenys uns cents anys van ser els àrabs majoritaris.
Va coincidir amb el patriarca Hovab de Dvin durant el qual els àrabs van saquejar el monestir de Sant Gregori a Bagavan i van executar alguns monjos.
El va succeir el 788 Abd al-Kadir al-Addaui. El 782 al-Mukanna es va aixecar però la seva revolta s'hauria acabat vers el 783. Al-Walid ibn Tarif aix-Xari es va revoltar amb els kharigites a Nisibin, el 794 i la seva revolta fou esclafada per Yazid vers el 796.
Yazid ben Mazyad al-Xaybani va governar per tercera vegada vers el 799-801
Vers el 799-800 el perill va venir dels khàzars que van assolar Geòrgia, i van ocupar Tbilisi. Un dels pocs que es va salvar de l'atac Khàzar a Geòrgia fou Vasaces Bagratuní, perquè estava sota protecció directa de l'emperador romà d'Orient amb el títol de curopalata (per a ell, el seu fill Adarnases, i el seu net Asoci), i els khàzars tenien simpatia pels emperadors romans d'Orient. Yazid va aconseguir rebutjar als khàzars.